# Edwin Hedberg
Edwin Hedberg, född 29 januari 1994, är en svensk ishockeyspelare som spelar för Ässät.
Den 29 april 2014 meddelade Riksidrottsförbundet (RF) att Hedberg testats positivt för den dopningsklassade substansen sibutramin, som förekommer i vissa kosttillskott, i februari. Hedberg valde att frivilligt begära sig avstängd under utredningens gång. Den 9 juli 2014 stängde RF av Hedberg från all organiserad idrottsverksamhet i sex månader; straffet gick ut den 24 oktober.

## Klubbar
- Modo Hockey J20 J20 Superelit (2010/2011 - 2013/2014)
- Modo Hockey SHL (2012/2013 - 2013/2014)
- Timrå IK Hockeyallsvenskan (2013/2014)
- Medveščak Zagreb KHL (2014/2015 - 2016/2017)
- Rögle BK SHL (2016/2017 - 2017/2018)
- Skellefteå AIK SHL (2018/2019)
- Ässät Liiga (2019/2020 - )